# Peperoni ripieni e pesci in faccia
Pour plus de détails, voir Fiche technique et Distribution.
Peperoni ripieni e pesci in faccia est un film italo-germano-espagnol réalisé par Lina Wertmüller, sorti en 2004.

## Fiche technique
- Titre original : Peperoni ripieni e pesci in faccia
- Titre anglophone : Too Much Romance... It's Time for Stuffed Peppers
- Réalisation : Lina Wertmüller
- Scénario : Lina Wertmüller, Umberto Marino et Elvio Porta
- Photographie : Giuseppe Lanci
- Pays d'origine :  Italie -  Espagne -  Allemagne
- Genre : Comédie dramatique
- Dates de sortie : 2004

## Distribution
- Sophia Loren : Maria
- F. Murray Abraham : Jeffrey
- Silvia Abascal : Nelly
- Casper Zafer : Francesco
- Elio Pandolfi : Melino